# Železniška postaja Mirna Peč
Železniška postaja Mirna peč je ena izmed železniških postaj v Sloveniji, ki oskrbuje bližnje naselje Mirna Peč. Nahaja se v novejšem delu Gornja Mirna Peč, ki je nekoliko odmaknjen od središča kraja proti vzhodu.